# Batalla de Naxos
La batalla de Naxos va ser un enfrontament entre les flotes d'Atenes i Esparta el 376 aC, la flota atenesa comandada per Càbries va derrotar els espartans. Aquesta victòria va marcar l'inici de l'hegemonia atenesa en el mar Egeu després de la derrota en la guerra del Peloponès. La victòria es va decidir per una maniobra hàbil en el flanc esquerre duta a terme per Foció. Més a l'oest un altre gran comandant atenès, Timoteu d'Anaflist, va guanyar la batalla d'Alízia contra Esparta el 374 aC.